# Mykyta Kameniuka
Mykyta Ołeksandrowycz Kameniuka (ukr. Микита Олександрович Каменюка, ur. 3 czerwca 1985 w Ługańsku, Ukraińska SRR) – ukraiński piłkarz, grający na pozycji pomocnika.

## Kariera piłkarska

### Kariera klubowa
Wychowanek SDJuSzOR Zoria Ługańsk, barwy którego bronił w juniorskich mistrzostwach Ukrainy (DJuFL) pełniąc funkcje kapitana drużyny. Pierwszy trener Jurij Raboczy. W 2003 rozpoczął karierę piłkarską w składzie drugoligowego klubu Awanhard Roweńki, w 2004 powrócił do Zorii Ługańsk. Latem 2007 przez konflikt z głównym trenerem Ołeksandrem Kosewiczem opuścił klub i przeniósł się do Illicziwca Mariupol. Dzięki jego pomocy mariupolski klub powrócił do Premier-lihi. Po roku powrócił do Zorii. 21 marca 2009 rozegrał swój setny mecz w składzie Zorii w meczu z Czornomorcem Odessa, w którym po raz pierwszy pełnił funkcje kapitana drużyny. 12 stycznia 2012 został wypożyczony do Weresu Równe. Po zakończeniu sezonu 2017/18 opuścił Weres.

### Kariera reprezentacyjna
24 marca 2016 debiutował w narodowej reprezentacji Ukrainy w wygranym 1:0 meczu z Cyprem.

## Sukcesy i odznaczenia

### Sukcesy klubowe
- mistrz Pierwszej lihi Ukrainy: 2006, 2008